# Zikrin
Zikrin ou Dikrin (en arabe : ذكرين) est un ancien village arabe palestinien du sous-district d'Hébron, vidé de sa population lors de la guerre de 1948.
Le site se trouve à environ six kilomètres au nord-ouest de Beit Gubrin, à une altitude moyenne de 212 mètres. Son accès est rendu malaisé par des haies de nerprun et de cactus. L'ensemble est parsemé de grottes, de cavernes et de vestiges de constructions rasées.

## Toponymie
Le village s'appelait Kefar Dikrina à l'époque romaine. Le géographe Adolf Neubauer mentionne quant à lui le nom de Kefar Dikhrin (כפר דכרין) que lui donnent les sources rabbiniques qu'il cite, datées pour la plupart des troisième et quatrième siècles de notre ère. Selon l'une d'entre elles, ce nom viendrait du fait que les femmes du village ne donnaient naissance qu'à des garçons (dikhra, « mâle »). Une autre décrit la région comme l'une des plus densément peuplées de cette époque. Edward Henry Palmer (en) donne Dhikerin el Baradan, « Dhikerin le frais », où Dhikerin serait un nom de personne.

## Histoire
En 1479, le village est mentionné par Tucher de Nurnberg, qui voyageait de Bethléem à Gaza et a logé à Zikrin. Il y remarque des citernes,.

### Époque ottomane

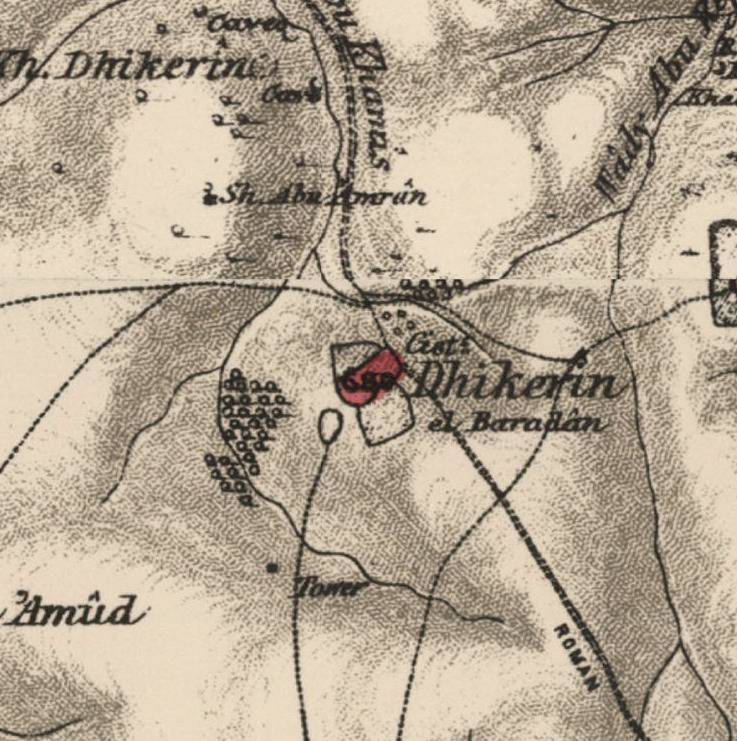
Zikrin et ses environs sur une carte des années 1870.

En 1596, dans l'Empire ottoman, Zikrin faisait partie de la nahié (« sous-district ») de Gaza et comptait une population de 40 ménages musulmans, soit environ 220 personnes. Les villageois payaient un impôt au taux fixe de 25% sur un certain nombre de produits, dont le blé, l'orge, le sésame, les fruits et les vignobles, pour un total de 8 000 akçes.
En 1838, Edward Robinson décrit Zikrin comme un « gros » village musulman du district de Gaza,.
En 1863, Victor Guérin dénombre à Dikrin environ 600 habitants et, sur le côté ouest, pas moins de 40 citernes. Il dépeint le cheikh du village, qui le lui a fait visiter, comme « un jeune homme de haute taille et d'une figure très intelligente », dont le père était le cheikh de Bayt Jibrin, et dont les oncles avaient le même statut à Tell es-Safi et 'Ajjur. Socin relève à partir d'une liste de villages ottomans établie vers 1870 que Zikrin comptait 38 maisons et une population masculine de 101 hommes. Hartmann y trouve 60 maisons.
En 1883, le Survey of Western Palestine (en) du PEF décrit Dhikerin comme un village construit en pierre, doté de jardins et de puits d'eau « nombreux ».
En 1896, la population de Zikrin était estimée à 609 personnes.

### Mandat britannique

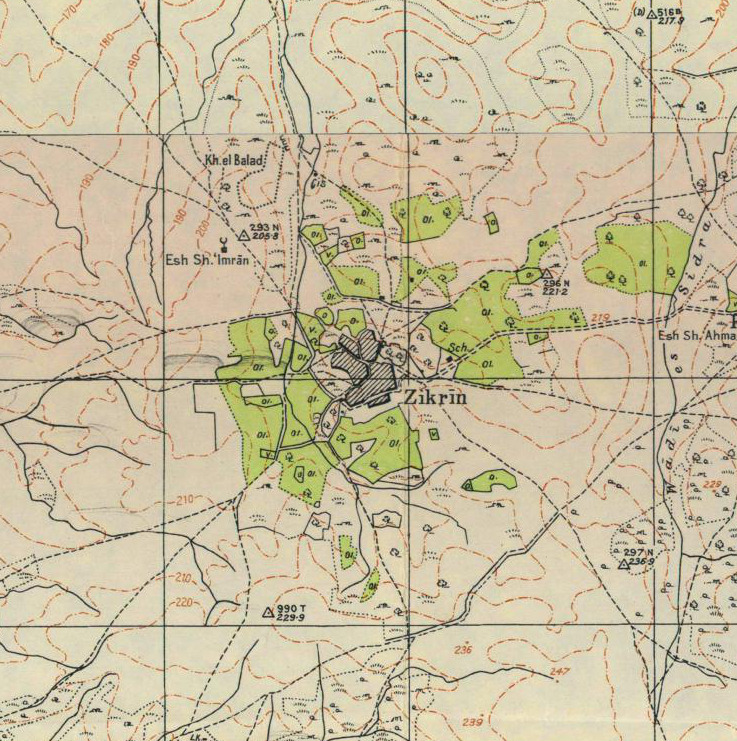
Zikrin et ses environs sur une carte des années 1940.

Dans le recensement de la Palestine de 1922 mené par les autorités mandataires, Zikrin compte une population de 693 habitants, tous musulmans, dont les effectifs passent lors du recensement de 1931 à 726 habitants, toujours tous musulmans, pour un total de 181 maisons.
Le village moderne disposait d'une école primaire et de quelques magasins. Les villageois étaient agriculteurs.
Dans les statistiques de 1945 (en), il atteint une population de 960 habitants, tous musulmans,, vivant sur une superficie totale de 17 195 dounams ; 15 058 dounams sont plantés de céréales, tandis que 63 dounams sont classés en zones bâties (urbaines).

### Guerre de 1948 et État d'Israël
Le 6 août 1948, au milieu de la deuxième trêve officielle, deux escouades du cinquante-troisième bataillon de la brigade Guivati ont attaqué Zikrin, lançant des grenades et incendiant trois ou quatre maisons. Environ dix hommes adultes, deux enfants et une femme ont été tués dans le village, de source militaire israélienne. Les trois dernières victimes ont été tuées accidentellement, d'après le rapport, tandis qu'un soldat israélien a été « légèrement blessé ».
Zikrin perdit finalement sa population les 22 et 23 octobre 1948, au cours de la troisième étape de l'opération Yoav, commandée par Yigal Allon. Selon Morris, la plupart des villageois ont fui avant l'arrivée des troupes et ceux qui restaient ont été expulsés vers l'est ; d'après lui, Yigal Allon est si bien parvenu à chasser complètement la population lors de cette opération que les villageois ont trouvé pratiquement impossible de se « réinfiltrer » dans leurs anciens villages, faute de population arabe locale pour les aider à se réinstaller. Un « ratissage » militaire mené au début de 1949 a trouvé la plupart des villages vides. À Zikrin, il est fait mention de « deux Arabes » qui « ont réussi à s'échapper ».
À la suite de la guerre, la zone a été intégrée à l'État d'Israël et les terres qui appartenaient au village ont été laissées à l'abandon. Le kibboutz Beit Nir (en) est implanté à environ trois kilomètres au sud du site du village.
L'historien palestinien Walid Khalidi décrit le site du village en 1992 comme « envahi de hautes herbes, de broussailles et autre végétation sauvage, dont des oliviers et des caroubiers. Des terrasses de pierre, tronquées, partiellement envahies de cactus, signalaient encore le site. Certaines des terres environnantes étaient cultivées en blé par les agriculteurs israéliens et le reste était utilisé comme pâture ».